# 우홍선
우홍선(禹洪善, 1930년 3월 6일 ~ 1975년 4월 9일)은 인혁당 사건 희생자이다.

## 생애
- 1930년 3월 6일 경상남도 울주군 언양면 동부리 출생.
- 1950년 한국전쟁 당시 고교생으로 학도의용군 참전.
- 1958년 육군 대위 예편.
- 1960년 4.19 이후 통일민주 청년동맹 중앙위원장 역임.
- 1961년 5.16 이후 수배.
- 1964년 1차 인혁당 사건으로 구속 1년형, 집행유예 2년. 한국골든 스템프사 상무.
- 1974년 4월 《인민혁명당 재건단체 사건》으로 구속.
- 1975년 4월 8일 대법원에서 사형확정. (대통령긴급조치 위반, 국가보안법 위반, 내란예비음모, 반공법 위반)
- 1975년 4월 9일 사형집행.

## 같이 보기
- 민청학련 사건
- 인혁당 사건
- 긴급조치